# Armijärvi
Armijärvi är en sjö i kommunen Ruokolax i landskapet Södra Karelen i Finland. Sjön ligger 87,4 meter över havet. Arean är 71 hektar och strandlinjen är 5,68 kilometer lång. Sjön  ingår i Vuoksens huvudavrinningsområde.   Den ligger omkring 38 km norr om Villmanstrand och omkring 230 km nordöst om Helsingfors. 